# Liste der Monuments historiques in Lespugue
Die Liste der Monuments historiques in Lespugue führt die Monuments historiques in der französischen Gemeinde Lespugue auf.

## Liste der Bauwerke
| Bezeichnung | Beschreibung | Standort                    | Kennzeichnung | Schutzstatus | Datum | Bild |
| ----------- | ------------ | --------------------------- | ------------- | ------------ | ----- | ---- |
| Grotte      |              | Bois-de-Saint-Martin (Lage) | PA00094369    | Classé       | 1972  |      |

## Liste der Objekte
- Monuments historiques (Objekte) in Lespugue in der Base Palissy des französischen Kultusministeriums